# Geranilgeranilação
Geranilgeranilação é uma forma de prenilação, que é uma modificação pós-traducional de proteínass que envolve a ligação de uma ou duas unidades isoprenóides de 20 carbonos geranilgeranil lipofílicos de difosfato de geranilgeranil que passam para um ou dois  resíduos de cisteína no C-terminal de uma determinada proteína . Pensa-se que a prenilação (incluindo a geranilgeranilação) funciona, pelo menos em parte, como uma âncora nas membranas para as proteínas.
O processo de geranilgeranilação pode ser catalisado pela geranilgeranil transferase I (GGTase I) ou pela GGTase Rab (também designada por GGTase II). A GGTase I catalisa a adição de um grupo geranilgeranil à sequência de consenso C-terminal CAAL (bastante semelhante às reações da farnesiltransferase), em que C = cisteína, A = qualquer aminoácido alifático e L = leucina. A GGTase Rab adiciona um total de dois grupos geranilgeranil a dois resíduos de cisteína na sequência de consenso C-terminal CXC ou XXCC. A fonte do grupo geranilgeranil é o difosfato de geranilgeranil, que é sintetizado por GGPS1 dentro da via biossintética isoprenóide.
Um exemplo disso pode ser observado na âncora lipídica da GTPase Rho de moléculas de sinalização e a subunidade gama de proteínas G heterotriméricas.